# اوسنیس
اوسنیس (به هلندی: Ossenisse) یک منطقهٔ مسکونی در هلند است که در هولست واقع شده‌است. اوسنیس ۳۳۹ نفر جمعیت دارد.